# Liste der Baudenkmäler in Kolitzheim
Auf dieser Seite sind die Baudenkmäler in der unterfränkischen Gemeinde Kolitzheim zusammengestellt. Diese Tabelle ist eine Teilliste der Liste der Baudenkmäler in Bayern. Grundlage ist die Bayerische Denkmalliste, die auf Basis des Bayerischen Denkmalschutzgesetzes vom 1. Oktober 1973 erstmals erstellt wurde und seither durch das Bayerische Landesamt für Denkmalpflege geführt wird. Die folgenden Angaben ersetzen nicht die rechtsverbindliche Auskunft der Denkmalschutzbehörde.

## Ensembles

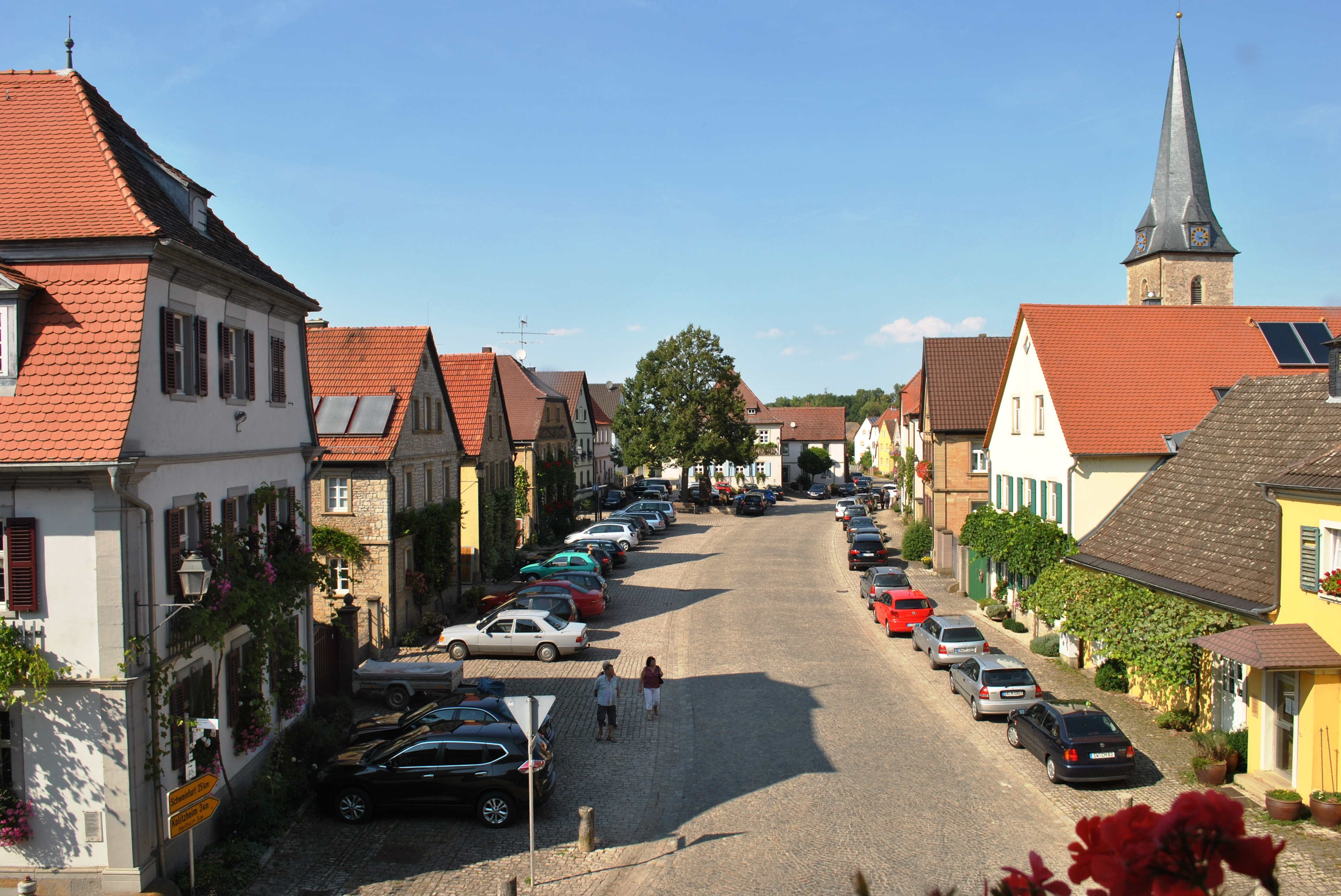
Der Marktplatz in Zeilitzheim

### Ensemble Marktplatz Zeilitzheim
Der langgestreckte Marktplatz ist zugleich Dorf- und Schlossvorplatz. Er ist auf die Mittelachse des Schlosses ausgerichtet und wird an den Langseiten von Bauernhäusern des 19. Jahrhunderts in Giebelstellung begleitet. Nach Norden schließt ihn das ehemalige Rathaus ab. Der an der Nordostseite des Platzes liegende Kirchenbezirk ist in das Ensemble einbezogen (Lage). Umgrenzung: Marktplatz 1–12, 14, Johann-Pröschel-Straße 2. Aktennummer: E-6-78-150-1.

## Baudenkmäler nach Ortsteilen

### Kolitzheim
| Lage                                                                | Objekt                              | Beschreibung | Akten-Nr.              | Bild           |
| ------------------------------------------------------------------- | ----------------------------------- | --- | ---------------------- | -------------- |
| Ahornstraße 1 (Standort)                                            | Bildstock                           | Monolithisch, Vierkantschaft mit hochrechteckigem vierseitigem Aufsatz mit Relief der Kreuzigung, Echter-Wappen, bezeichnet „1606“           | D-6-78-150-1 Wikidata  | weitere Bilder |
| Am langen Sand; Wipfelder Weg (Standort)                            | Bildstock                           | Vierkantschaft mit hochrechteckigem Aufsatz, Kreuzigungsrelief und Echter-Wappen, bezeichnet „1606“                                          | D-6-78-150-20 Wikidata | weitere Bilder |
| Am Lindacher Weg; am Ortsausgang nach Lindach (Standort)            | Bildstock                           | Tischsockel mit Voluten, Säule und zweiseitiger Aufsatz, Heilige Familie, Heilige Dreifaltigkeit und Seitenfiguren, bezeichnet „1765“        | D-6-78-150-14 Wikidata | weitere Bilder |
| Am Lindacher Weg; am Ortsausgang nach Lindach (Standort)            | Steinkreuz                          | Mit abgerundeten Kreuzarmen und eingekerbter Schnitthappe im Kreuzbund, spätmittelalterlich                                                  | D-6-78-150-15 Wikidata | weitere Bilder |
| Am oberen Lindacher Weg (Standort)                                  | Friedhofskreuz                      | Sockel, Kreuz mit Korpus, bezeichnet „1804“                                                                                                  | D-6-78-150-13 Wikidata | weitere Bilder |
| An den Riedern; in der Flur (Standort)                              | Bildstock, sogenannte Grüne Marter  | Gefaster Vierkantschaft mit vierseitigem Aufsatz, Kreuzigungsrelief, Wappentafel des Fürstbischofs Konrad III. von Thüngen (1519–1544), 1522 | D-6-78-150-2 Wikidata  | weitere Bilder |
| An der Ackersetz; an der Straße nach Lindach (Standort)             | Kreuzschlepper                      | Freifigur auf hohem Vierkantschaft, bezeichnet „1737“                                                                                        | D-6-78-150-16 Wikidata | weitere Bilder |
| Franz-Herbert-Straße 12; Franz-Herbert-Straße 16 (Standort)         | Katholische Pfarrkirche St. Stephan | Chorturmkirche, Turm im Kern wohl 14. Jahrhundert, Langhaus 1720–31; mit Ausstattung                                                         | D-6-78-150-3 Wikidata  | weitere Bilder |
| Franz-Herbert-Straße 12; Franz-Herbert-Straße 16 (Standort)         | Kirchhofmauer                       | | D-6-78-150-3 Wikidata  | weitere Bilder |
| Franz-Herbert-Straße 16; im Garten des Pfarrhofs (Standort)         | Pfarrhaus                           | Zweigeschossiger traufständiger Massivbau mit Satteldach, bezeichnet „1615“ und „1749“                                                       | D-6-78-150-17 Wikidata | weitere Bilder |
| Franz-Herbert-Straße 16; im Garten des Pfarrhofs (Standort)         | Bildstock                           | 1606 | D-6-78-150-17 Wikidata | weitere Bilder |
| Franz-Herbert-Straße 18 (Standort)                                  | Altarbildstock                      | Tischsockel mit rundbogigem Nischenaufsatz, Retabel mit Relief des letzten Abendmahls, bezeichnet „1861“, erneuert 1951                      | D-6-78-150-4 Wikidata  | weitere Bilder |
| Lindacher Straße 1 (Standort)                                       | Pforte                              | Mit Pinienzapfen und Bekrönungskreuz, bezeichnet „1792“                                                                                      | D-6-78-150-5 Wikidata  | weitere Bilder |
| Lindacher Straße 1 (Standort)                                       | Altarbildstock                      | Tischsockel mit von Kreuz bekröntem Aufsatz, Flachrelief der Ölbergszene, bezeichnet „1858“                                                  | D-6-78-150-6 Wikidata  | weitere Bilder |
| Lindacher Straße; vor Haus Nummer 7 (Standort)                      | Bildstock                           | Tischsockel mit Säule und zweiseitigem Aufsatz, Darstellung der Kreuzigung, rückseitige Inschrift, Seitenfiguren, bezeichnet „1627“          | D-6-78-150-7 Wikidata  | weitere Bilder |
| Rathausstraße 1 (Standort)                                          | Bildstock                           | Tischsockel mit rundem Schaft und zweiseitigem Aufsatz, Kreuzigungsrelief, bezeichnet „1668“                                                 | D-6-78-150-8 Wikidata  | weitere Bilder |
| Rennertseegraben; Feldwegkreuzung, südwestlich des Ortes (Standort) | Bildstock                           | Vierkantschaft mit vierseitigem Aufsatz, Kreuzigungsrelief, bezeichnet „1606“                                                                | D-6-78-150-21 Wikidata | weitere Bilder |
| Schmiedsgasse 2 (Standort)                                          | Immaculata                          | Freifigur auf halbrund vorgewölbtem Tischsockel, bezeichnet „1777“, erneuert 1951                                                            | D-6-78-150-9 Wikidata  | weitere Bilder |
| Schweinfurter Straße 13 (Standort)                                  | Tabernakelbildstock                 | Inschriftensockel mit Aufsatz, Nische mit Relief der Pietà, bezeichnet „1777“                                                                | D-6-78-150-12 Wikidata | weitere Bilder |
| Schweinfurter Straße 13 (Standort)                                  | Kreuzschlepper                      | Vollplastische Sandsteinfigur in einer Nische, 18. Jahrhundert                                                                               | D-6-78-150-10 Wikidata | weitere Bilder |
| Schweinfurter Straße 15 (Standort)                                  | Marienkrönungsrelief                | 18. Jahrhundert, in die Giebelmauer eingesetzt                                                                                               | D-6-78-150-11 Wikidata | weitere Bilder |
| Staatsstraße 2271; an der Straße nach Unterspiesheim (Standort)     | Bildstock                           | Monolithischer Säulenbildstock mit Relief der Pietà, um 1959                                                                                 | D-6-78-150-18 Wikidata | weitere Bilder |
| Staatsstraße 2271; an der Straße nach Unterspiesheim (Standort)     | Bildstock                           | Mit Nischenaufsatz, Relief der Heiligen Dreifaltigkeit, bezeichnet „1818“                                                                    | D-6-78-150-19          | weitere Bilder |

### Gernach
| Lage                                                                | Objekt                               | Beschreibung | Akten-Nr.               | Bild           |
| ------------------------------------------------------------------- | ------------------------------------ | --- | ----------------------- | -------------- |
| In Gernach (Standort)                                               | Friedhofskreuz                       | Sandsteinkruzifix, Viernageltyp, Sockel mit ovalem von Lorbeer gerahmtem Inschriftfeld, bez. 1837                                                                          | D-6-78-150-159 Wikidata | weitere Bilder |
| Berg; südwestlich des Ortes (Standort)                              | Kruzifix                             | Auf würfelförmigem Sockel, errichtet 1912, Corpus erneuert 1957 | D-6-78-150-35 Wikidata  | weitere Bilder |
| Buchenstraße 2; auf der Gartenmauer (Standort)                      | Aufsatz eines Bildhäuschens          | In Rundbogentechnik, Bekrönungskreuz | D-6-78-150-24 Wikidata  | weitere Bilder |
| Buchenstraße 2; Unterspiesheimer Straße 1 (Standort)                | Bildstock                            | Auf Tischsockel eine runde Säule, Bildaufsatz mit Relief der Kreuzigung, errichtet 1720, von der Gemeinde erneuert 1952                                                    | D-6-78-150-23 Wikidata  | weitere Bilder |
| Egidiwasen; Kreisstraße SW 38 (Standort)                            | Bildstock                            | Rundbogiger Aufsatz auf Rundsäule, Relief der Pietà, rückseitig 14 Nothelfer, Sandstein, 1969                                                                              | D-6-78-150-156 Wikidata | weitere Bilder |
| Eichholz; Waldabteilung Kapellenschlag (Standort)                   | Kreuzschlepper                       | Freifigur aus Sandstein, 18. Jahrhundert, Sockel 1958 | D-6-78-150-30 Wikidata  | weitere Bilder |
| Eichholz; Waldabteilung Kapellenschlag (Standort)                   | Waldkapelle                          | Kleiner massiver Satteldachbau mit schmiedeeiserner Gittertür, 1950; Holzpietà von 1845                                                                                    | D-6-78-150-31 Wikidata  | weitere Bilder |
| Haberkörner (Standort)                                              | Bildstock                            | Gefaster Vierkantschaft mit zweiseitigem Aufsatz, Darstellung der Ölbergszene und Kreuzigung, Seitenfiguren heiliger Georg und heiliger Wolfgang, bezeichnet „1669“        | D-6-78-150-32 Wikidata  | BW             |
| Haberkörner; rechts der alten Straße nach Heidenfeld (Standort)     | Gedenkstein, sogenannter Ilgenstein  | Mit Inschrift, Sandstein | D-6-78-150-29 Wikidata  | BW             |
| Kreisstraße SW 11; Straße nach Kolitzheim (Standort)                | Bildstock                            | Niedriger Sockel mit Vierkantschaft, Aufsatz mit dreifachem Bogenabschluss und aufgesetzter Bildtafel, Relief der Heiligen Dreifaltigkeit, 19. Jahrhundert, renoviert 1925 | D-6-78-150-33 Wikidata  | weitere Bilder |
| Nähe Sankt-Ägidius-Straße; auf dem Dorfplatz (Standort)             | Bildstock                            | Tischsockel mit Säule und zweiseitigem Aufsatz, Relief der 14 Nothelfer und heiliger Georg, 1752, erneuert durch die Gemeinde 1952                                         | D-6-78-150-27 Wikidata  | weitere Bilder |
| Pommerland; an der Straße nach Heidenfeld (Standort)                | Bildstock                            | Zweiseitiger Aufsatz mit Relief des kreuztragenden Christus, rückseitige Inschrift, 1622, renoviert 1712                                                                   | D-6-78-150-36 Wikidata  | weitere Bilder |
| Raiffeisenstraße; Straßengabel im südwestlichen Dorfteil (Standort) | Bildstock                            | Auf gemauertem Tischsockel, Aufsatz mit Holzrelief einer Pietà, bezeichnet „1658“                                                                                          | D-6-78-150-26 Wikidata  | weitere Bilder |
| Schleichert; Seeweg; östlich im Feld (Standort)                     | Bildstock                            | Niedriger Sockel, Säule und rundbogiger Aufsatz, Kreuzigung, Seitenfiguren, eisernes Bekrönungskreuz, bezeichnet „1625“                                                    | D-6-78-150-28 Wikidata  | weitere Bilder |
| Schorn; an der Straße nach Kolitzheim (Standort)                    | Bildstock                            | Niedriger Sockel mit Säule, breiter rundbogig abgeschlossener Aufsatz mit Bekrönungskreuz, Relief der Golgathaszene, rückseitige Inschrift mit „1701“ bezeichnet           | D-6-78-150-34 Wikidata  | BW             |
| Sankt-Ägidius-Straße 11 (Standort)                                  | Katholische Filialkirche St. Ägidius | Saalbau von 1787, Fassadenturm älter; mit Ausstattung | D-6-78-150-22 Wikidata  | weitere Bilder |
| Sankt-Ägidius-Straße 21; in der Hofmauer (Standort)                 | Bildstockkopf                        | Relief der Kreuzigung, Bekrönungskreuz, 18. Jahrhundert | D-6-78-150-25 Wikidata  | weitere Bilder |

### Herleshof
| Lage                 | Objekt            | Beschreibung                                   | Akten-Nr.              | Bild           |
| -------------------- | ----------------- | ---------------------------------------------- | ---------------------- | -------------- |
| Herleshof (Standort) | Ehemaliges Hofgut | Hofummauerung mit Toreinfahrt, 18. Jahrhundert | D-6-78-150-37 Wikidata | weitere Bilder |

### Herlheim
| Lage                                                                           | Objekt                              | Beschreibung | Akten-Nr.               | Bild           |
| ------------------------------------------------------------------------------ | ----------------------------------- | --- | ----------------------- | -------------- |
| Am Pfaffenloch; an der Straße nach Zeilitzheim (Standort)                      | Bildstock                           | Tischsockel mit Vierkantschaft und zweiseitigem Aufsatz, Relief der Heiligen Dreifaltigkeit, rückseitig Pietà, bezeichnet „1840“                                                                         | D-6-78-150-56 Wikidata  | weitere Bilder |
| Gerolzhofer Weg; Ortsausgang nach Alitzheim (Standort)                         | Kruzifix                            | 19. Jahrhundert | D-6-78-150-55 Wikidata  | weitere Bilder |
| Herlindenstraße 4 (Standort)                                                   | Inschrifttafel                      | 1682 | D-6-78-150-39 Wikidata  | weitere Bilder |
| Herlindenstraße 6 (Standort)                                                   | Bildstock                           | Auf gemauertem Tischsockel eine Rundsäule mit zweiseitigem Aufsatz, Relief der Heiligen Familie, Seitenfiguren, um 1800                                                                                  | D-6-78-150-40 Wikidata  | weitere Bilder |
| Herlindenstraße 9 (Standort)                                                   | Hofpforte mit Bekrönung             | Relief der Heiligen Dreifaltigkeit, Freifiguren heiliger Sebastian und heiliger Georg, Sandstein, bezeichnet „1784“                                                                                      | D-6-78-150-41 Wikidata  | weitere Bilder |
| Herlindenstraße 11 (Standort)                                                  | Bauernhaus                          | Zweigeschossiger Halbwalmdachbau mit Fachwerkobergeschoss, zweite Hälfte 18. Jahrhundert | D-6-78-150-42 Wikidata  | weitere Bilder |
| Herlindenstraße 11 (Standort)                                                  | Pforte mit Kugelaufsatz             | Bezeichnet „1739“ | D-6-78-150-42 Wikidata  | weitere Bilder |
| Herlindenstraße 15 (Standort)                                                  | Figur des heiligen Wendelin         | Auf einer pfeilerartigen Säule, in rundbogiger Nische des Nebengebäudes, 18. Jahrhundert | D-6-78-150-43 Wikidata  | weitere Bilder |
| Herlindenstraße 27 (Standort)                                                  | Bauernhof                           | Eingeschossiges Satteldachhaus mit dekorierten Fensterrahmungen, 1689 | D-6-78-150-137 Wikidata | weitere Bilder |
| Herlindenstraße 27 (Standort)                                                  | Bauernhof, Pforte                   | Bezeichnet „1800“ | D-6-78-150-137 Wikidata | weitere Bilder |
| Herlindenstraße 27 (Standort)                                                  | Bauernhof, Scheune                  | Bezeichnet „1646“ | D-6-78-150-137 Wikidata | BW             |
| Herlindenstraße 28 (Standort)                                                  | Ackerbürgerhaus                     | Zweigeschossiger Walmdachbau mit verputztem Fachwerkobergeschoss, am Torbogen bezeichnet „1716“ | D-6-78-150-44 Wikidata  | weitere Bilder |
| Herlindenstraße 28 (Standort)                                                  | Hausfigur                           | | D-6-78-150-44 Wikidata  | weitere Bilder |
| Herlindenstraße 29 (Standort)                                                  | Pforte mit Immaculata               | Sandstein, bezeichnet „1892“ | D-6-78-150-45 Wikidata  | weitere Bilder |
| Herlindenstraße 32 (Standort)                                                  | Bauernhof                           | Eingeschossiges Wohnstallhaus mit Halbwalmdach, Gipsstein verputzt, Stallteil steinsichtig, zweite Hälfte 18. Jahrhundert, im Kern bezeichnet „1608“                                                     | D-6-78-150-138 Wikidata | weitere Bilder |
| Herlindenstraße 32 (Standort)                                                  | Bauernhof, Schweinestall            | Um 1800 | D-6-78-150-138 Wikidata | BW             |
| Herlindenstraße 32 (Standort)                                                  | Bauernhof, Halle                    | Bezeichnet „1872“ | D-6-78-150-138 Wikidata | BW             |
| Herlindenstraße 36 (Standort)                                                  | Bildstock                           | Tischsockel mit Rundsäule, von Ranken gerahmter Aufsatz mit Relief der Heiligen Dreifaltigkeit, rückseitig heiliger Sebastian, ehemals bezeichnet „1617“, renoviert 1959                                 | D-6-78-150-46 Wikidata  | weitere Bilder |
| Herlindenstraße 61; Herlindenstraße 61 a (Standort)                            | Tabernakelbildstock                 | Tischsockel mit Flachrelief des heiligen Wendelin, Mittelteil mit rundbogiger Nische und Kreuzigungsrelief, Oberteil mit Marienkrönung, 18. Jahrhundert                                                  | D-6-78-150-47 Wikidata  | weitere Bilder |
| In Herlheim; Kreuzstraße; Ortsausgang nach Oberspiesheim (Standort)            | Kreuzschlepper                      | Freifigur mit Kriegsknecht auf Tischsockel mit Rundsäule, Sandstein, 18. Jahrhundert | D-6-78-150-48 Wikidata  | weitere Bilder |
| Kapellenhügel; am Weg zum „Herrenbrunnen“ (Standort)                           | Bildstock                           | Tischsockel mit Rundsäule über einem hochrechteckigen Sockel, zweiseitiger Bildaufsatz, Christus am Ölberg, rückseitig Maria mit dem Kind, bezeichnet „1845“                                             | D-6-78-150-57 Wikidata  | weitere Bilder |
| Kreuzstraße; am Ortsausgang nach Brünnstadt (Standort)                         | Bildstock                           | Tischsockel mit Rundsäule auf hochrechteckigem Sockel, zweiseitiger Aufsatz mit Relief der Kreuzigung und Pietà, Seitenfiguren, bezeichnet „1716“, renoviert 1971                                        | D-6-78-150-53 Wikidata  | weitere Bilder |
| Nähe Mühlweg; an der Mühlwiese (Standort)                                      | Bildstock                           | Schmaler Tischsockel mit Rundsäule auf hochrechteckigem Sockel, zweiseitiger Aufsatz mit Darstellung einer Monstranz und rückseitiger Inschrift, erneuert 1969                                           | D-6-78-150-54 Wikidata  | weitere Bilder |
| Nähe Pfarrgasse; Herlindenstraße 57 (Standort)                                 | Kreuzwegstationen                   | In Form von Grabsteinen mit Sockel, Bildteil und Bekrönung, bezeichnet „J. Hillenbrand von Gerolzhofen 1880“                                                                                             | D-6-78-150-50 Wikidata  | weitere Bilder |
| Oberes Gewend; Straße nach Oberspiesheim (Standort)                            | Kruzifix                            | Mit Marienfigur zu Füßen des Christus, 19. Jahrhundert, erneuert 1972 | D-6-78-150-59 Wikidata  | weitere Bilder |
| Pfarrgasse 1 (Standort)                                                        | Kreuzschlepper                      | 18. Jahrhundert | D-6-78-150-49           | weitere Bilder |
| Pfarrgasse 1 (Standort)                                                        | Katholische Pfarrkirche St. Jakobus | Turm und Chor um 1600, Langhaus 1717–23 von Joseph Greising; mit Ausstattung | D-6-78-150-38 Wikidata  | weitere Bilder |
| Pflanzengarten, am Gerolzhofer Weg (Standort)                                  | Bildstock                           | Tischsockel mit zweiseitigem Aufsatz, Relief der 14 Nothelfer und der Dreifaltigkeit, 18. Jahrhundert | D-6-78-150-135 Wikidata | weitere Bilder |
| Schleifweg; an der Straße nach Brünnstadt (Standort)                           | Bildstock                           | Monolithisch, gefaster Vierkantschaft mit vierseitigem Aufsatz, von eingebundenem Kreuz bekrönt, Relief der Kreuzigung mit Stifterfiguren, rückseitig Maria mit Kind im Strahlenkranz, bezeichnet „1609“ | D-6-78-150-52 Wikidata  | BW             |
| Rückwärts an Pfarrgasse 2, Herlindenstraße 25, 27 und Schulstraße 4 (Standort) | Ortsbefestigung                     | Bruchstein, 15./16. Jahrhundert | D-6-78-150-149 Wikidata | weitere Bilder |
| Seehausbach; an der Bachbrücke (Standort)                                      | Standfigur des heiligen Nepomuk     | Sockel mit Kartusche in Brückengeländer integriert, Sandstein, Original um 1740, Kopie 1945 | D-6-78-150-51 Wikidata  | weitere Bilder |

### Lindach
| Lage                                                                     | Objekt                                | Beschreibung | Akten-Nr.               | Bild           |
| ------------------------------------------------------------------------ | ------------------------------------- | --- | ----------------------- | -------------- |
| Frankenfeld, Weinbergsweg (Standort)                                     | Kruzifix                              | 1855 | D-6-78-150-65 Wikidata  | weitere Bilder |
| Hofäcker (Standort)                                                      | Friedhofskreuz                        | Sandstein, bezeichnet „1818“ | D-6-78-150-139 Wikidata | weitere Bilder |
| Kolitzheimer Straße 1 (Standort)                                         | Ehemaliges Rathaus                    | Zweigeschossiger Satteldachbau mit Treppengiebel, hintere Giebelseite mit Zierfachwerk, um 1600                                                               | D-6-78-150-60 Wikidata  | weitere Bilder |
| Lindenstraße (Standort)                                                  | Mariensäule                           | Säule und Sockel aus rotem Sandstein, neugotisch, bezeichnet „1892“                                                                                           | D-6-78-150-64 Wikidata  | weitere Bilder |
| Lindenstraße 29 (Standort)                                               | Gasthaus Zum Löwen                    | Zweigeschossiger Walmdachbau mit Fachwerkobergeschoss, bezeichnet „1700“; in Ecklage                                                                          | D-6-78-150-62 Wikidata  | weitere Bilder |
| Lindenstraße 32 (Standort)                                               | Katholische Filialkirche St. Antonius | Chorturmkirche, Turm und Chor 15. Jahrhundert, Langhaus 1691; mit Ausstattung                                                                                 | D-6-78-150-63 Wikidata  | weitere Bilder |
| Lindenstraße 50 (Standort)                                               | Ehemalige würzburgische Amtsschäferei | Im Giebel Wappenstein mit Bischofswappen Gottfried von Guttenbergs, bezeichnet „1688“; darunter Kiliansfigur in Heiligennische, spätes 18. Jahrhundert        | D-6-78-150-140 Wikidata | weitere Bilder |
| Lindenstraße 60 (Standort)                                               | Katholische Kapelle                   | Langhaus mit eingezogenem halbrundem Chor und Dachreiter, 18. Jahrhundert; mit Ausstattung                                                                    | D-6-78-150-141 Wikidata | BW             |
| Lindenstraße; Weinbergsweg (Standort)                                    | Bildstock                             | Tischsockel mit gefastem Vierkantschaft und vierseitigem Aufsatz, Kreuzigungsrelief und Seitenfiguren, rückwärtige Inschrift, Ende 16./Anfang 17. Jahrhundert | D-6-78-150-61 Wikidata  | weitere Bilder |
| Mainblick; Nähe Mainblick; Ortsausgang nach Wipfeld (Standort)           | Tabernakelbildstock                   | Rundbogige Nische auf Tischsockel, Relief der Heiligen Dreifaltigkeit und der 14 Nothelfer, 1858                                                              | D-6-78-150-66 Wikidata  | weitere Bilder |
| Maßäcker; am Schleifweg (Standort)                                       | Bildstock                             | Niedriger Sockel mit Säule, zweiseitiger Aufsatz Kreuzigungsrelief, Seitenfiguren, rückwärtige Inschrift, bezeichnet „1657“                                   | D-6-78-150-67 Wikidata  | weitere Bilder |
| Nähe Hofäcker; an der ehemaligen Schule (Standort)                       | Bildstock                             | Tischsockel mit Säule und zweiseitigem Aufsatz, Relief der Heiligen Dreifaltigkeit und des heiligen Martin, 18. Jahrhundert                                   | D-6-78-150-68 Wikidata  | weitere Bilder |
| Oberes Stück; Öttershausener Straße; Straße nach Öttershausen (Standort) | Kreuzschlepper                        | Freifigur auf einer Säule mit Tischsockel, bezeichnet „1728“                                                                                                  | D-6-78-150-71 Wikidata  | weitere Bilder |
| Öttershausener Straße (Standort)                                         | Figurengruppe                         | Christi Dornenkrönung, bezeichnet „1733“ | D-6-78-150-69 Wikidata  | weitere Bilder |
| Öttershausener Straße (Standort)                                         | Bildstock                             | Aufsatz mit Bekrönungskreuz, Reliefdarstellung von Kreuzschlepper, Seitenfiguren, rückwärtige Inschrift, bezeichnet „1625“                                    | D-6-78-150-70 Wikidata  | weitere Bilder |

### Oberspiesheim
| Lage                                                          | Objekt                                                          | Beschreibung | Akten-Nr.              | Bild           |
| ------------------------------------------------------------- | --------------------------------------------------------------- | --- | ---------------------- | -------------- |
| Bartholomäusplatz (Standort)                                  | Bildstock                                                       | Leicht abgeschrägter Tischsockel, achteckige Säule mit Blendmaßwerk am Fuß, Aufsatz Relief der Heiligen Dreifaltigkeit und der 14 Nothelfer, neugotisch, 1858                                                                            | D-6-78-150-73 Wikidata | weitere Bilder |
| Bartholomäusplatz 8 (Standort)                                | Katholische Filialkirche St. Bartholomäus                       | Saalbau mit Rechteckchor und Turmfassade, von Anton Wüst, 1790; mit Ausstattung | D-6-78-150-72 Wikidata | weitere Bilder |
| Bartholomäusplatz 8 (Standort)                                | Friedhofstor                                                    | Zweite Hälfte 19. Jahrhundert | D-6-78-150-72 Wikidata | BW             |
| Bartholomäusplatz 8 (Standort)                                | Friedhofskreuz                                                  | 19. Jahrhundert | D-6-78-150-72 Wikidata | weitere Bilder |
| Bartholomäusplatz 8 (Standort)                                | Mariengrotte                                                    | 1906 | D-6-78-150-72 Wikidata | weitere Bilder |
| Brückenwasen; alter Grettstadter Weg (Standort)               | Tabernakelbildstock                                             | Mit Hochrelief der Pietà, bezeichnet „1861“ | D-6-78-150-81 Wikidata | weitere Bilder |
| Georg-Gehring-Straße (Standort)                               | Tabernakelbildstock                                             | Mit Relief der Pietà, 1894 | D-6-78-150-74 Wikidata | weitere Bilder |
| Südöstlich des Ortes im „Gewend“ (Standort)                   | Bildstock                                                       | Gemauerter Sockel, gefaster Vierkantschaft, vierseitiger Aufsatz mit Kielbogenabschluss und Bekrönungskreuz, Relief der Kreuzigung, rückseitig Stifterfamilie, rechts heiliger Petrus, links heiliger Andreas, bezeichnet „1604“         | D-6-78-150-80 Wikidata | weitere Bilder |
| Hessenbrünnlein; an der Straße nach Unterspiesheim (Standort) | Freifigur von Christus an der Geißelsäule auf Inschriftensockel | Bezeichnet „1769“ | D-6-78-150-79 Wikidata | weitere Bilder |
| Lindenplatz 4 (Standort)                                      | Hoftor                                                          | Mit Festons, Radabweiser, bezeichnet „1848“ | D-6-78-150-75 Wikidata | weitere Bilder |
| Spiesheimer Straße 8 (Standort)                               | Bildstock, ehemalige Sakramentsnische                           | Aufbau in Form eines gotischen Flügelaltars, 16./17. Jahrhundert | D-6-78-150-77 Wikidata | weitere Bilder |
| Spiesheimer Straße 12 (Standort)                              | Bildstock                                                       | Niedriger abgeschrägter Sockel mit Inschrift in gotischen Minuskeln, Vierkantschaft und vierseitiger Aufsatz mit Relief der Kreuzigung, rückseitig Darstellung des Auferstandenen, Seitenfiguren, bezeichnet „1555“                      | D-6-78-150-78 Wikidata | weitere Bilder |
| Sankt-Wendelinus-Straße (Standort)                            | Bildstock                                                       | Quadratischer Sockel, gekehlter Quaderpfeiler mit Vierkantfuß, Bildaufsatz mit Kielbogen und Kreuzbekrönung, vorn Darstellung der Kreuzigungsgruppe, rückseitig Pietà, rechts heiliger Petrus, links heiliger Andreas, bezeichnet „1573“ | D-6-78-150-76 Wikidata | weitere Bilder |

### Stammheim
| Lage                                                          | Objekt                                             | Beschreibung | Akten-Nr.               | Bild           |
| ------------------------------------------------------------- | -------------------------------------------------- | --- | ----------------------- | -------------- |
| Am Eselsberg (Standort)                                       | Monolithischer Bildstock mit Pietà                 | Kreuzigung und Seitenfiguren, Wappen des Fürstbischofs Konrad III. von Thüngen, bezeichnet „1522“                                           | D-6-78-150-97 Wikidata  | BW             |
| Am Eselsberg 7, Bergweg (Standort)                            | Bildstock                                          | Gemauerter Tischsockel mit Säule, rundbogiger Aufsatz mit Marienkrönung, 1714                                                               | D-6-78-150-82 Wikidata  | BW             |
| Am Weiher 3 (Standort)                                        | Pfarrhaus                                          | Giebelhaus mit Fachwerkobergeschoss, im Kern um 1600, Veränderungen im Erdgeschoss 1726 (I)                                                 | D-6-78-150-83 Wikidata  | BW             |
| Am Weiher 5 (Standort)                                        | Rathaus                                            | Zweigeschossiger giebelständiger Satteldachbau mit Fachwerkobergeschoss und Dachreiter, um 1600                                             | D-6-78-150-84 Wikidata  | weitere Bilder |
| Erlachsweg 3 (Standort)                                       | Bildhäuschen mit Pietà                             | Ende 19. Jahrhundert; am Erlachsweg | D-6-78-150-102 Wikidata | BW             |
| Bergweg, Kaltenelsenberg; am Rabenberg (Standort)             | Bildstock                                          | Tischsockel mit Schaft aus vier gebündelten Säulen, Aufsatz mit Kreuzigung und Seitenfiguren, neugotisch, bezeichnet „1896“                 | D-6-78-150-98 Wikidata  | BW             |
| Kirchweg (Standort)                                           | Immaculata                                         | Freifigur aus Sandstein auf einem Sockel, bezeichnet „1771“                                                                                 | D-6-78-150-88 Wikidata  | weitere Bilder |
| Kirchweg 3 (Standort)                                         | Kleinhaus                                          | Eingeschossiger giebelständiger Halbwalmdachbau, Ende 18. Jahrhundert                                                                       | D-6-78-150-86 Wikidata  | weitere Bilder |
| Kirchweg 3 (Standort)                                         | Immaculata-Figur                                   | | D-6-78-150-86 Wikidata  | BW             |
| Kirchweg 5 (Standort)                                         | Wohnhaus                                           | Zweigeschossiger Walmdachbau mit geohrten Fensterrahmungen, 18. Jahrhundert                                                                 | D-6-78-150-87           | weitere Bilder |
| Kirchweg 5 (Standort)                                         | Immaculata-Figur                                   | | D-6-78-150-87           | weitere Bilder |
| Kirchweg 5 (Standort)                                         | Hoftor                                             | | D-6-78-150-87           | weitere Bilder |
| Kirchweg 6 (Standort)                                         | Bildstock                                          | Tischsockel und Schaft, zweiseitiger Aufsatz mit Pietà und Seitenfiguren, rückseitige Inschrift und bezeichnet „1683“                       | D-6-78-150-89 Wikidata  | weitere Bilder |
| Kirchweg 11 (Standort)                                        | Wohnhaus                                           | Zweigeschossiger giebelständiger Halbwalmdachbau mit geohrten Fensterrahmungen, 18. Jahrhundert                                             | D-6-78-150-90 Wikidata  | weitere Bilder |
| Kirchweg 11 (Standort)                                        | Nischenfiguren                                     | Christus und Immaculata | D-6-78-150-90 Wikidata  | weitere Bilder |
| Kirchweg 19 (Standort)                                        | Katholische Pfarrkirche St. Bartholomäus           | Chorturmkirche, Turm 15. Jahrhundert und 1611, Langhaus 1736, Erweiterungsbau; mit Ausstattung                                              | D-6-78-150-91 Wikidata  | weitere Bilder |
| Kirchweg 19; im Friedhof (Standort)                           | Kreuzigungsgruppe                                  | 1808 | D-6-78-150-91 Wikidata  | weitere Bilder |
| Kirchweinberg; Nähe Kirchweg; unterhalb der Kirche (Standort) | Bildstock                                          | Tischsockel mit Schaft und zweiseitigem Aufsatz, Relief der Heiligen Dreifaltigkeit und Kreuzigung (fragmentarisch), Seitenfiguren, um 1800 | D-6-78-150-92 Wikidata  | weitere Bilder |
| Mahlholz, am Speiersberg (Standort)                           | Bildstock                                          | Schmaler Sockel mit Säule, rundbogiger Aufsatz mit Pietà und rückseitiger Inschrift, bezeichnet „1724“                                      | D-6-78-150-101 Wikidata | BW             |
| Maintalstraße 8a (Standort)                                   | Hoftor                                             | Mit Heiliger Familie, 1785 | D-6-78-150-85 Wikidata  | weitere Bilder |
| Maintalstraße 13 (Standort)                                   | Wohnhaus                                           | Zweigeschossiger, giebelständiger Satteldachbau mit Fachwerkobergeschoss, 17. Jahrhundert                                                   | D-6-78-150-93 Wikidata  | weitere Bilder |
| Maintalstraße 15 (Standort)                                   | Bildstockkopf                                      | Pietà, Sandstein, 17./18. Jahrhundert; in der Giebelwand                                                                                    | D-6-78-150-94 Wikidata  | weitere Bilder |
| Maintalstraße 30 (Standort)                                   | Bildstock mit Pietà                                | 18. Jahrhundert | D-6-78-150-95 Wikidata  | BW             |
| Sommerleite; am Ortsausgang Richtung Öttershausen (Standort)  | Bildstock                                          | Tischsockel, Säule und zweiseitiger Aufsatz, Relief der 14 Heiligen, 18. Jahrhundert                                                        | D-6-78-150-100 Wikidata | BW             |
| Speiersberg; Straße nach Öttershausen (Standort)              | Bildstock                                          | Vierkantschaft mit vierseitigem Aufsatz, Kreuzigung, bezeichnet „1548“                                                                      | D-6-78-150-99 Wikidata  | BW             |
| Winzerstraße 1 (Standort)                                     | Ehemaliges Amtshaus, jetzt Gasthaus Goldener Stern | Zweigeschossiger traufständiger Steilsatteldachbau aus Bruchsteinmauerwerk mit Eckquaderung und profilierten Fensterrahmungen               | D-6-78-150-96 Wikidata  | weitere Bilder |
| Winzerstraße 1 (Standort)                                     | Ehemaliges Amtshaus, Wappenstein                   | Bezeichnet „1618“ | D-6-78-150-96 Wikidata  | weitere Bilder |
| Winzerstraße 1 (Standort)                                     | Ehemaliges Amtshaus, zweiter Wappenstein           | Auf Hofseite | D-6-78-150-96 Wikidata  | BW             |

### Unterspiesheim
| Lage                                                                     | Objekt                                | Beschreibung | Akten-Nr.               | Bild           |
| ------------------------------------------------------------------------ | ------------------------------------- | --- | ----------------------- | -------------- |
| Am Kirchenweg; „Marterweg“ (Standort)                                    | Bildstock                             | Breiter Tischsockel mit Säule, zweiseitiger, rundbogig abgeschlossener Aufsatz mit Darstellung der Kreuzigung und der 14 Nothelfer, Seitenfiguren, bezeichnet „1681“              | D-6-78-150-114 Wikidata | BW             |
| Am Steinernen Kreuz; Ochsenweide (Standort)                              | Bildstock                             | Tischsockel mit Vierkantschaft, zweiseitiger Aufsatz mit Relief der Heiligen Dreifaltigkeit, am Sockel bezeichnet „1787“                                                          | D-6-78-150-123 Wikidata | BW             |
| Augasse; Flurabteilung Pfingstwasen (Standort)                           | Bildstock                             | Sockel mit Vierkantschaft, rundbogiger Aufsatz mit Relief der Dreifaltigkeit und Medaillon, bezeichnet „1840“                                                                     | D-6-78-150-121          | weitere Bilder |
| Augassenäcker; „Marterweg“ (Standort)                                    | Bildstock                             | Auf niedrigem Sockel ein gefaster Vierkantschaft mit Vierseitigem Aufsatz und eingebundenem Kreuz, Relief der Kreuzigung mit Assistenzfiguren, Seitenfiguren, 16./17. Jahrhundert | D-6-78-150-122 Wikidata | weitere Bilder |
| Grettstadter Straße 6 (Standort)                                         | Bildstock                             | Auf einem Sockel eine gewirtelte Säule, Aufsatz mit Darstellung der Pietà vor dem Kreuz, rückseitig heiliger Josef mit dem Jesuskind auf dem Arm. 18. Jahrhundert                 | D-6-78-150-103 Wikidata | BW             |
| Hauptstraße 5 (Standort)                                                 | Kleinhaus                             | Eingeschossiger giebelständiger Mansardhalbwalmdachbau, Ende 18. Jahrhundert | D-6-78-150-104 Wikidata | weitere Bilder |
| Hauptstraße 5 (Standort)                                                 | Pietà-Relief                          | | D-6-78-150-104 Wikidata | weitere Bilder |
| Hauptstraße 15 (Standort)                                                | Kreuzschlepper                        | 18. Jahrhundert | D-6-78-150-105          | BW             |
| Hauptstraße 27 (Standort)                                                | Pforte mit heiligem Michael           | Radabweiser, erste Hälfte 19. Jahrhundert | D-6-78-150-106 Wikidata | weitere Bilder |
| Hauptstraße 29 (Standort)                                                | Wirtshausschild                       | Schmiedeeiserner Ausleger mit vergoldetem Stern, um 1800 | D-6-78-150-107 Wikidata | weitere Bilder |
| Hauptstraße 31 (Standort)                                                | Hoftor                                | Übermauerter Rundbogen mit Fußgängerpforte, 18. Jahrhundert | D-6-78-150-108 Wikidata | weitere Bilder |
| Hauptstraße 33 (Standort)                                                | Tabernakelbildstock                   | Tischsockel mit rundbogigem Aufsatz, Relief der Kreuzigung Christi an der Rückwand, 18. Jahrhundert                                                                               | D-6-78-150-109 Wikidata | weitere Bilder |
| Kirchgasse (Standort)                                                    | Kriegerdenkmal                        | Ehemaliges Brunnenhäuschen, von vier Säulen getragene Welsche Haube, darunter ein hochrechteckiger Inschriftenstein, spätes 18. Jahrhundert                                       | D-6-78-150-111 Wikidata | weitere Bilder |
| Kirchgasse 4 (Standort)                                                  | Katholische Pfarrkirche St. Sebastian | Saalbau mit eingezogenem Chor und Turmfassade, 1790 von Anton Wüst; mit Ausstattung                                                                                               | D-6-78-150-110 Wikidata | weitere Bilder |
| Mühlbach; Nähe Hauptstraße, am Feuerwehrhaus (Standort)                  | Heiliger Nepomuk                      | Freifigur auf Inschriftensockel, Sandstein, 1743 | D-6-78-150-113 Wikidata | weitere Bilder |
| Nähe Hauptstraße, südlicher Ortsausgang (Standort)                       | Bildstock                             | Niedriger Sockel mit Säule, Aufsatz von Kreuz bekrönt, Reliefdarstellung der Kreuzigung in einer flachen Rundbogennische, 1670                                                    | D-6-78-150-119 Wikidata | weitere Bilder |
| Nähe Hauptstraße (Standort)                                              | Heiliger Sebastian                    | Freifigur auf einem Inschriftensockel, Sandstein, 1743 | D-6-78-150-112 Wikidata | weitere Bilder |
| Nähe Kirchgasse (Standort)                                               | Friedhofskreuz                        | Hohes Sandsteinkreuz mit kurzen Armen und Korpus auf einem Sockel, bezeichnet „1816“                                                                                              | D-6-78-150-142 Wikidata | weitere Bilder |
| Nähe Lachenbrunnweg; am Kreisverkehr am südlichen Ortsausgang (Standort) | Bildstock                             | Niedriger breiter Sockel, darauf Säule und Schaft als Monolith, Aufsatz mit Relief der Kreuzigung und Seitenfiguren, rückseitige Inschrift, bezeichnet „1621“                     | D-6-78-150-118 Wikidata | weitere Bilder |
| Sauloch; Straße nach Schwebheim (Standort)                               | Bildstock                             | Sockel mit Bildtafel, darauf Relief von Christus an der Geiselsäule, Sandstein, 18. Jahrhundert                                                                                   | D-6-78-150-116 Wikidata | BW             |
| Sauloch; „Gehaid“, am Waldrand (Standort)                                | Marienfigur                           | Freifigur auf hochrechteckigem Sockel, Sandstein, bezeichnet „1863“ | D-6-78-150-115 Wikidata | BW             |
| Schafäcker; an der Straße nach Oberspiesheim (Standort)                  | Immaculata                            | Freifigur auf einem mit Blendmaßwerk im Rundbogenstil verzierten Sockel, Sandstein, erste Hälfte 19. Jahrhundert                                                                  | D-6-78-150-120 Wikidata | weitere Bilder |
| Weinbergsäcker; Weinbergsäcker (Standort)                                | Bildstock                             | Tischsockel mit achteckigem Schaft, zweiseitiger Aufsatz mit 14 Heiligen und Heiliger Dreifaltigkeit, 18. Jahrhundert                                                             | D-6-78-150-117 Wikidata | BW             |

### Zeilitzheim
| Lage                                         | Objekt                                                                     | Beschreibung | Akten-Nr.               | Bild            |
| -------------------------------------------- | -------------------------------------------------------------------------- | --- | ----------------------- | --------------- |
| Am Steg 2 (Standort)                         | Ehemalige Jüdische Schule                                                  | Eingeschossiges giebelständiges Kleinhaus mit Satteldach, erste Hälfte 19. Jahrhundert | D-6-78-150-143 Wikidata | weitere Bilder  |
| Brückenstraße 5 (Standort)                   | Ehemaliges Gerberanwesen                                                   | Zweigeschossiger Mansarddachbau, Pforte bezeichnet „1825“ | D-6-78-150-124 Wikidata | weitere Bilder  |
| Brückenstraße 8; Brückenstraße 10 (Standort) | Ehemalige Krönleinsche Gerberei, Doppelanwesen                             | Dreigeschossiger Walmdachbau, Sandsteinquader und hölzernes Laubengeschoss, 1846 und 1906 | D-6-78-150-144 Wikidata | weitere Bilder  |
| Brückenstraße 8; Brückenstraße 10 (Standort) | Ehemalige Krönleinsche Gerberei, Nebengebäude und Lohhallen                | Zum Teil mit originellen Kratzputzzeichnungen, 1858. | D-6-78-150-144 Wikidata | weitere Bilder  |
| Gänsewasen 2; Gänsewasen 4 (Standort)        | Ehemaliges Gerberanwesen                                                   | Zweigeschossiger Mansarddachbau mit doppelten Klapplädenreihen der Trockenböden, bezeichnet „1734“; Hoftor bezeichnet „1773“, mit Steinrelief mit gekreuzten Gerbermessern, bezeichnet „1810“              | D-6-78-150-125 Wikidata | weitere Bilder  |
| Gänsewasen 2; Gänsewasen 4 (Standort)        | Ehemaliges Gerberanwesen, zugehörige Nebengebäude                          | | D-6-78-150-125 Wikidata | weitere Bilder  |
| Johann-Pröschel-Straße 2 (Standort)          | Bürgerhaus                                                                 | Zweigeschossiger Mansardhalbwalmdachbau mit Eckpilastern, Eckhaus mit Mansardhalbwalmdach, erbaut 1801 von Nikolaus Walz, bezeichnet „1801“                                                                | D-6-78-150-126 Wikidata | weitere Bilder  |
| Johann-Pröschel-Straße 2 (Standort)          | Zweigeschossiger Anbau                                                     | Mit flachem Satteldach, 1898 | D-6-78-150-126 Wikidata | weitere Bilder  |
| Johann-Pröschel-Straße 4 (Standort)          | Ehemaliger Gasthof                                                         | Zweigeschossiger Satteldachbau mit Fachwerkobergeschoss, um 1800 | D-6-78-150-146 Wikidata | weitere Bilder  |
| Johann-Pröschel-Straße 4 (Standort)          | Ehemaliger Gasthof, Nebengebäude                                           | Zweigeschossig mit Walmdach, Fachwerkobergeschoss, um 1800 | D-6-78-150-146 Wikidata | BW              |
| Johann-Pröschel-Straße 9 (Standort)          | Ackerbürgerhaus                                                            | Zweigeschossiger giebelständiger Halbwalmdachbau mit profilierten Fensterrahmungen, 18. Jahrhundert | D-6-78-150-127 Wikidata | Ackerbürgerhaus |
| Johann-Pröschel-Straße 11 (Standort)         | Wohnhaus                                                                   | Zweigeschossiger giebelständiger Halbwalmdachbau mit Fachwerkobergeschoss, am Eckständer bezeichnet „1753“                                                                                                 | D-6-78-150-128 Wikidata | Wohnhaus        |
| Johann-Pröschel-Straße 22 (Standort)         | Ehemalige evangelisch-lutherische Friedhofskapelle, seit 1978 Leichenhalle | Walmdachbau mit Renaissanceportal, 1670, Dachreiter 1859 ergänzt | D-6-78-150-129 Wikidata | weitere Bilder  |
| Johann-Pröschel-Straße 22 (Standort)         | Inschriftentafel                                                           | Bezeichnet „1608“ | D-6-78-150-129 Wikidata | weitere Bilder  |
| Johann-Pröschel-Straße 22 (Standort)         | Kreuzigungsgruppe                                                          | Mit zwei Grabmalen, 1880 | D-6-78-150-129 Wikidata | weitere Bilder  |
| Marktplatz 1 (Standort)                      | Evangelisch-lutherische Pfarrkirche St. Sigismund                          | Chorturmkirche, im Kern 14./15. Jahrhundert, das Langhaus im 17. Jahrhundert verändert; Außentreppe zur Empore; mit Ausstattung; Kirchhofbefestigung mit Gadenanlage, im Kern erste Hälfte 15. Jahrhundert | D-6-78-150-130 Wikidata | weitere Bilder  |
| Marktplatz 2 (Standort)                      | Ehemaliges Rathaus                                                         | Zweigeschossiger Walmdachbau mit verputztem Fachwerkobergeschoss, erbaut 1696–98 mit Dorfschmiede und Stallungen, Veränderung des Eingangs, bezeichnet „1714“                                              | D-6-78-150-132 Wikidata | weitere Bilder  |
| Marktplatz 4 (Standort)                      | Wohnhaus                                                                   | Zweigeschossiger traufständiger Satteldachbau mit verputztem Fachwerkobergeschoss, rundbogiger Kellereingang bezeichnet „1642“                                                                             | D-6-78-150-151 Wikidata | Wohnhaus        |
| Marktplatz 5 (Standort)                      | Pfarrhaus                                                                  | Zweigeschossiger Walmdachbau, Obergeschoss teilweise Fachwerk, Pforte bezeichnet „1724“ | D-6-78-150-133 Wikidata | Pfarrhaus       |
| Marktplatz 14 (Standort)                     | Schloss Zeilitzheim                                                        | Barocke Vierflügelanlage, erbaut 1677–83 von Andreas Keßler für Graf Philipp von Wolfsthal | D-6-78-150-134 Wikidata | weitere Bilder  |
| Marktplatz 14 (Standort)                     | Schloss Zeilitzheim, Schlossgarten                                         | | D-6-78-150-134 Wikidata | weitere Bilder  |
| Schloßgasse 6 (Standort)                     | Ehemaliges Gerberanwesen                                                   | Großer zweigeschossiger Walmdachbau aus grob behauenen Sandsteinquadern, Lohgruben im Erdgeschoss erhalten, Inschriftenstein bezeichnet „1572“                                                             | D-6-78-150-147 Wikidata | BW              |

## Ehemalige Baudenkmäler nach Ortsteilen
In diesem Abschnitt sind Objekte aufgeführt, die früher einmal in der Denkmalliste eingetragen waren, jetzt aber nicht mehr. Objekte, die in anderem Zusammenhang also z. B. als Teil eines Baudenkmals weiter eingetragen sind, sollen hier nicht aufgeführt werden. Aktennummern in diesem Abschnitt sind ehemalige, jetzt nicht mehr gültige Aktennummern.

### Herlheim
| Lage                    | Objekt                   | Beschreibung                                             | Akten-Nr.               | Bild |
| ----------------------- | ------------------------ | -------------------------------------------------------- | ----------------------- | ---- |
| Badestraße 3 (Standort) | Scheune mit Halbwalmdach | Fachwerk, Stallteil massiv mit Keller, bezeichnet „1771“ | D-6-78-150-136 Wikidata | BW   |
| Gerolzhöfer Weg ()      | Bildstock                | 18. Jahrhundert                                          | D-6-78-150-58           |      |